# Єдльно-Друге
Єдльно-Друге (пол. Jedlno Drugie) — село в Польщі, у гміні Ладзиці Радомщанського повіту Лодзинського воєводства.
Населення — 406 осіб (2011).
У 1975-1998 роках село належало до Пйотрковського воєводства.

## Демографія
Демографічна структура станом на 31 березня 2011 року:
|          | Загалом | Допрацездатний вік | Працездатний вік | Постпрацездатний вік |
| -------- | ------- | ------------------ | ---------------- | -------------------- |
| Чоловіки | 196     | 44                 | 124              | 28                   |
| Жінки    | 210     | 45                 | 111              | 54                   |
| Разом    | 406     | 89                 | 235              | 82                   |